# Исторический день
«Исторический день» (вьет. Ngày lịch sử) — советско-вьетнамский документальный фильм режиссёра Владимира Ешурина о параде Победы в Ханое 1 января 1955 года. Снят на цветную плёнку.

## История
В мае 1954 года на базу вьетнамских национальных партизанских сил и руководства ДРВ, действовавшего в подполье в джунглях в северовьетнамском районе Вьетбак, впервые прибыла группа кинооператоров из СССР (Владимир Ешурин, Евгений Мухин, во главе с Романом Карменом). Группа встретилась с Хо Ши Мином и в течение восьми месяцев, вместе с кинематографистами ДРВ снимала материал для ставшего впоследствии широко известным документального фильма Романа Кармена «Вьетнам» (1955). Всего было отснято около сорока тысяч метров цветной пленки. В титрах фильма «Вьетнам» Владимир Ешурин указан как оператор.
Из материала, отснятого в Ханое на параде Победы 1 января 1955 года, был смонтирован отдельный документальный фильм на вьетнамском языке «Исторический день», в титрах которого Владимир Ешурин указан уже не только как оператор, но и как режиссёр фильма.

## Содержание
В фильме показан парад Победы в Ханое 1 января 1955 года, который состоялся на площади Бадинь. На главной трибуне мы видим Председателя Хо Ши Мина, Министра иностранных дел Фам Ван Донга, генерала-победителя Во Нгуен Зяпа и других руководителей Северного Вьетнама. На гостевых трибунах во время парада присутствовали представители от СССР, КНР и других стран. Во главе советских гостей - тогдашний посол СССР в ДРВ Александр Андреевич Лаврищев.

## Съёмочная группа
- Владимир Ешурин — режиссёр, кинооператор
- Нгуен Динь Тхи — авторский текст
- Виктор Котов — звукооператор
- Хонг Нги — кинооператор
- Нгуен Тьен Лой — кинооператор
- Фан Нгием — кинооператор

## Награды
- 18 июля 1955 года Хо Ши Мин подписал указ № 234B-SL о награждении режиссёра фильма Владимира Ешурина орденом Труда Вьетнама 1 степени и звукооператора Виктора Котова орденом Труда Вьетнама 2 степени за работу по созданию этого фильма[4].

## Дополнительные факты
- В настоящее время на месте главной трибуны, снятой в фильме, находится мавзолей Хо Ши Мина[5].
- Советский звукооператор Виктор Алексеевич Котов упоминается в титрах и как оператор и как звукооператор, однако пока нигде нет информации, подтверждающей его присутствие в то время в Северном Вьетнаме, видимо он работал с материалом фильма уже после возвращения группы Романа Кармена в СССР[5].
- О композиторе, сделавшем музыкальное сопровождение фильма на основе вьетнамских мелодий, известна только указанная в титрах фамилия - Иванов. Предположительно, это был Николай Павлович Иванов-Радкевич, так как в списке его произведений упоминается «поэма, посвящённая дню Победы (1955)»[5].
- Оригинал фильма хранится в России, в городе Красноярске[4].
- Вьетнамская сторона выкупила за 5000 долларов[4] все права на демонстрацию этого фильма и, начиная с 1 сентября 2005 года, он регулярно демонстрируется по вьетнамскому телевидению[6].